# Минаев, Николай Гаврилович
Николай Гаврилович Минаев (1915—1944) — майор Рабоче-крестьянской Красной Армии, участник Великой Отечественной войны, Герой Советского Союза (1945).

## Биография
Николай Минаев родился в 1915 году в деревне Лыково (ныне — Большое Лыково, Мценский район Орловской области). Окончил первый курс финансово-экономического института, работал бухгалтером. В октябре 1936 года Минаев был призван на службу в Рабоче-крестьянскую Красную Армию. С октября 1941 года — на фронтах Великой Отечественной войны. В июле 1943 года окончил Тбилисское горно-артиллерийское училище. В боях был тяжело ранен.
К октябрю 1944 года майор Николай Минаев командовал дивизионом 349-го артиллерийского полка 119-й стрелковой дивизии 4-й ударной армии 1-го Прибалтийского фронта. Отличился во время освобождения Литовской ССР. 9 октября 1944 года дивизион Минаева отражал контратаку прорвавшихся в советский тыл немецких танковых частей. В критический момент боя Минаев вызвал огонь на себя, погибнув при артобстреле.

Когда танки ворвались на НП командира дивизиона майора Н. Г. Минаева, он по радио вызывал огонь на себя….. Часть танков была подбита, десант сметён с лица земли. Уцелевшие машины противника поспешно покинули поле боя. И вот прямое попадание очередного снаряда в наблюдательный пункт отважного офицера…— Герой Советского Союза Маршал Советского Союза Баграмян И. Х. Так шли мы к победе. — М: Воениздат, 1977. — С. 465.
Помимо него, в том бою погиб старший сержант Пётр Шилов, которому посмертно было присвоено звание Героя Советского Союза. Первоначально был похоронен на станции Векшняй, позднее перезахоронен в братской могиле на воинском кладбище города Акмяне Шяуляйского уезда Литвы.
Указом Президиума Верховного Совета СССР от 24 марта 1945 года за «мужество и героизм, проявленные при освобождении Литвы» майор Николай Минаев посмертно был удостоен высокого звания Героя Советского Союза. Был также награждён орденами Красного Знамени, Отечественной войны 1-й и 2-й степеней.
В честь Минаева названа улица в Мценске, установлены бюсты в Мценске и Лыково, памятный знак на месте гибели.

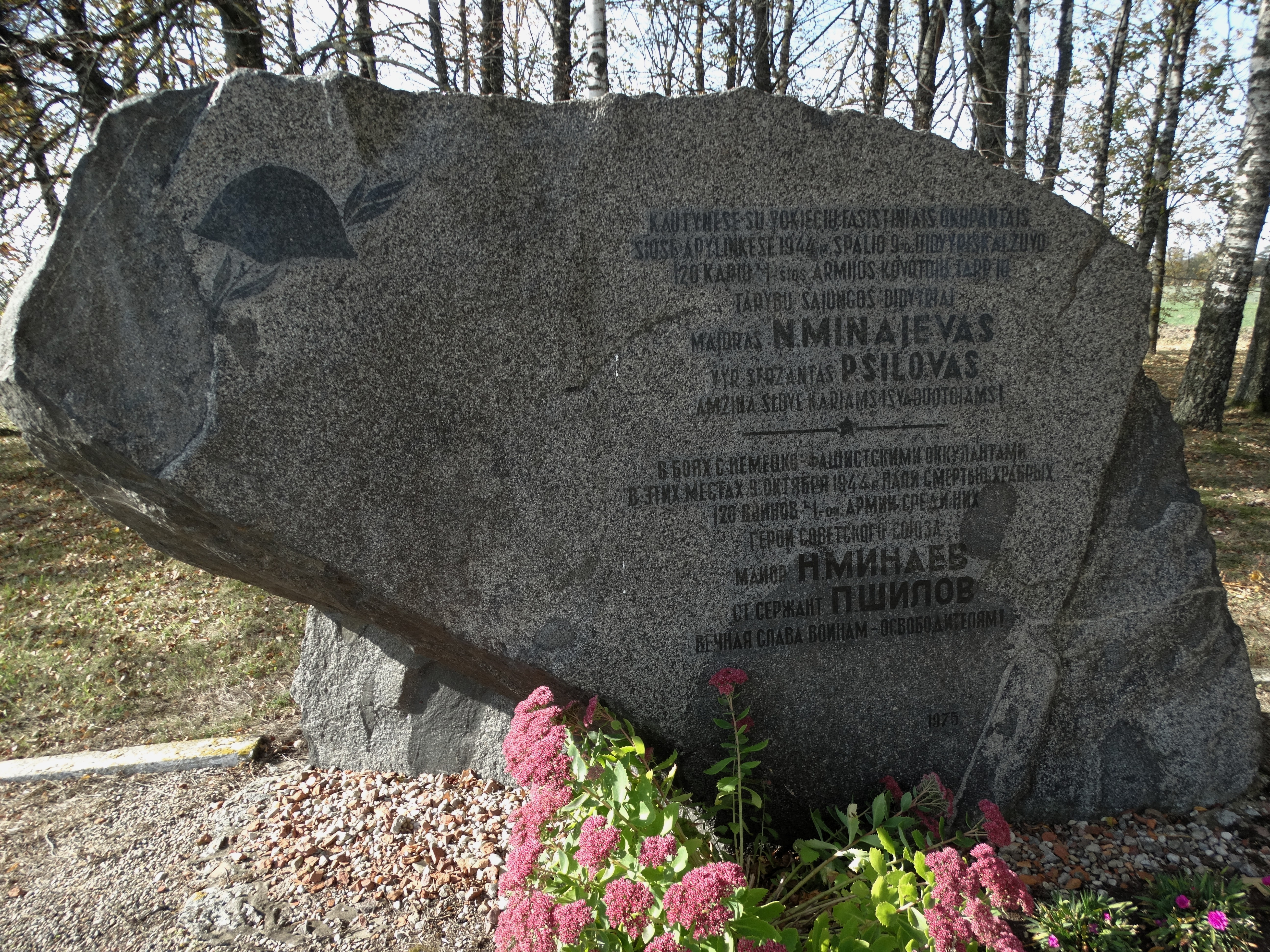
Памятный знак майору Н. Минаеву и ст. сержанту П. Шилову в д. Ракяйчяй (Мажейкяйский район)